# Torolf Holmbe
Torolf Holmbe (10. maj 1866 — 8. mart 1935) bio je norveški slikar, ilustrator i dizajner.

## Biografija
Rođen je u gradu Vefsn (Norveška), kao najstariji sin Othara Ervigiusa Holmbea i njegove supruge Sofi Brigit Andrea Hal. Imao je jednog brata, Othara, koji je takođe bio slikar.
Studirao je kod Hansa Gudea u Berlinu od 1886. i 1887. i kod Fernanda Kormona u Parizu od 1889. i 1891. U različitim fazama u karijeri inspirisali su ga različiti stilovi, kao što su naturalizam, neo-romantizam, realizam i impresionizam. Trinaest njegovih radova nalaze se u Nacionalnoj galeriji Norveške.
Holmbe je dobio titulu viteza 1. reda Svetog Olava 1900. Dobio je i medalju „Nordlendingenes Forening” u Oslu povodom obeležavanja 50-godišnjice udruženja 1912. „Nordlendingenes Forening” je udruženje ljudi koji su premešteni iz županija Nordland, Troms i Finmark na severu Norveške.